# Čađavac (Brčko)
Pour les articles homonymes, voir Čađavac.
Čađavac (en serbe cyrillique : Чађавац) est un village de Bosnie-Herzégovine. Il est situé dans le district de Brčko. Selon les premiers résultats du recensement de 2013, il compte 74 habitants.

## Géographie
Le village est situé sur les bords de la rivière Blizna, un affluent droit de la Save.

## Démographie

### Évolution historique de la population dans la localité
| 1948 | 1953 | 1961 | 1971 | 1981 | 1991 | 2013 |
| ---- | ---- | ---- | ---- | ---- | ---- | ---- |
| -    | -    | 229  | 377  | 462  | 74   | 74   |

|  |